# واين بيري (لاعب بولينغ)
واين بيري (بالإنجليزية: Wayne Perry)‏ هو لاعب بولينغ جنوب أفريقي، ولد في 11 فبراير 1982.